# Forsling-Åman
Forsling-Åman är en sjö i Vindelns kommun i Västerbotten och ingår i Umeälvens huvudavrinningsområde. Den ingår i Åmans vattensystem och förbinder Åmträsket med Gådaträsket.